# عملية داني
عملية داني (بالعبرية: מבצע דני) هي التسمية الإسرائيلية لهجوم عسكري صهيوني واسع في نهاية الهدنة الأولى من حرب 1948 بهدف السيطرة على المناطق الواقعة بين تل أبيب-يافا والقدس.الجيش العربي (1920 - 1956)

## الأهداف وسير العملية
هدف الهجوم الصهيوني إلى
- تخفيف الضغط العسكري عن الأحياء اليهودية المحاصرة في القدس
- احتلال المناطق الواقعة بين تل أبيب والقدس وهي اللد والرملة وقضائها
- تقليص عدد السكان العرب في المناطق العربية القريبة من تل أبيب التي توجب أن تكون في القسم العربي حسب قرار تقسيم فلسطين
في نهاية الهدنة الأولى في 10 يوليو 1948، أمر غلوب باشا قوات الفيلق العربي المدافعة بـ«اتخاذ الترتيبات ... لحرب زائفة» في حين تولى قيادة العملية إيغال آلون قائد قوات البلماح ونائبه يتسحاق رابين من الجانب الإسرائيلي. وبلغ العدد الإجمالي للقوة الإسرائيلية حوالي 6000 جندي.
كانت المرحلة الأولى من عملية داني هي الاستيلاء على مدينتي اللد والرملة، الواقعتين على الطريق المؤدية إلى القدس، جنوب شرق تل أبيب. كانت الرملة إحدى العوائق الرئيسية التي تعرقل تنقل اليهود. منذ بداية الحرب، هاجم رجال المقاومة اللد والرملة حركة مرور اليهود على الطرق المجاورة. أصبحت الرملة نقطة محورية لمنع النقل اليهودي، مما أدى إلى إجبار حركة المرور من القدس إلى تل أبيب إلى الطريق الالتفافي الجنوبي.
المرحلة الثانية كانت الاستيلاء على الحصن في اللطرون واختراق رام الله. نفذت العملية تحت قيادة البلماح باستخدام لواء يفتاح، لواء هارئيل، اللواء 8 مدرع وكتيبتين من لواء كرياتي ولواء الكسندروني؛ وانتهت العملية بإحتلال وتهجير الرملة واللد والقرى المجاورة.

## النتائج
- التخلص من الخطر العسكري الذي كان يهدد طريق تل أبيب – القدس
- الاستيلاء على مطار اللد ومحطة سكة الحديد
- طرد سكان اللد والرملة والقرى المحيطة